# Sónia Araújo
Sónia Araújo (24 de noviembre de 1970, Oporto) es una presentadora de televisión portuguesa. Sonia se licenció en Derecho en la Universidad Lusíada de Oporto, fue alumna de la Escuela de Ballet Parnaso entre 1982 y 1985 y de la Academia de Baile Clásico Pirmin Treku en 1986.
El día 1 de septiembre de 2007, representó a Portugal con Ricardo Silva, en el primer Festival de Baile de Eurovisión, en el que quedó en sexta posición con 74 puntos, los mismos que Austria, que quedó en quinta posición por haber recibido más veces los 12 puntos. 

## Carrera

### Trayectoria Profesional
- 1986 Participación en espectáculos de la “Academia de Baile Clásico Pirmin Treku”, bailando los bailes: Coppélia, Piéce de Resistence, Foyer de la Danse, Era uma vez... um sonho, Dança de Jalisco, Algazarra, Quebra Nozes, Foz 19000, Lago dos Cisnes, Still Loving You y Vivaldiana.
- 1990 En colaboración con la Compañía Nacional de Baile figuró en el baile D. Quixote.
- 1993 Participó en la pieza Um Homem de Bem, de Raúl Brandão.
- 1994 Fue invitada por António Sala a formar parte del grupo de bailarines do su espectáculo.
- 1995 Fue invitada por el actor Fernandes Mendes a participar en la revista Toma Lá Disto.
- 1995/96 Participación en espectáculos de la Rádio Renascença.
- 1996 Participación en el espectáculo de Luís de Matos, “Luís de Matos Especial”, en el Teatro Académico Gil Vicente, en Coímbra.

### Televisión
- 1993 Asistente del ilusionista Luís de Matos, en el programa “Isto é Magia”, para la RTP.
- 1994 Seleccionada para formar parte del cuerpo de bailarines del programa "1, 2, 3”, en la RTP.
- 1995 Participación en el programa “Natal dos Hospitais”, en la RTP, como asistente de António Sala.
- 1995/96 Participación en el programa “Quem é o Quê?”, en la RTP, como asistente de António Sala.
- 1995/96 Participación en el programa “Chuva de Estrelas” (versión portuguesa de Lluvia de Estrellas), en la SIC, como bailarina.
- 1996 Participación en el programa “Globos de Ouro 95”, en la SIC, como bailarina.
- 1996 Participación en el programa “Avós e Netos”, en la RTP, presentado por Manuel Luís Goucha, como bailarina e asistente.
- 1996 Forma parte del equipo del programa “Praça da Alegria”, en la RTP
- 1996/97 Participación en el programa “Ilusões com Luís de Matos”, en la RTP, como asistente y bailarina.
- 1999 Presentación del programa “Azul Vivo”, en Sport TV.
- 2000 Presentación drl programa “Santa Casa”, en compañía de António Machado y Manuel Luís Goucha, en la RTP
- 2001 Presentación del programa “Natal dos Hospitais”, en la RTP
- 2002 Presentación del programa “Festival RTP da Canção (preselección portuguesa de representantes en el Festival de la Canción de Eurovisión”, con Cristina Möhler, en la RTP.
- Desde 2002 Presentación del programa “Praça da Alegria”, con Jorge Gabriel, en la RTP.
- 2002 Presentación dos programas “Natal dos Hospitais” y “Especial Praça de Natal”, con Jorge Gabriel, en la RTP.
- 2003 En diciembre presenta con Jorge Gabriel, José Carlos Malato, Helder Reis, Merche Romero y Júlio Isidro, el “Natal dos Hospitais”.
- 2007 Ganadora del programa Dança Comigo (¡Mira quién baila!) en la RTP 1. Es seleccionada para representar a Portugal, con Ricardo Silva, en la primera edición del Festival de Baile de Eurovisión.

- Datos: Q7666263
- Multimedia: Sónia Araújo / Q7666263